# 標誌名駒
標誌名駒，是日本純種競賽馬匹。生涯活躍於一哩至中距離賽事，曾勝出朝日盃未來錦標、皋月賞及安田紀念等一級賽。

## 出賽前
2010年3月10日出生於北海道千歲市社台牧場，所有權歸於牧場負責人吉田照哉旗下。
其後交由美浦訓練中心練馬師田中剛訓練。

## 競賽生涯

### 2歲
2012年6月24日出戰函館競馬場2歲新馬戰，於村田一誠策騎下成功奪得首次勝。
其後出戰函館兩歲錦標，雖然賽前以第十四人氣不被看好，但仍然於比賽途中以穩定的節奏及不俗的加速力推進，最終跑獲一席第四的入板成績。
8月出戰公開賽三葉草賞獲得第三後，出戰札幌兩歲錦標獲得第四。
短暫放草過後出戰條件戰秋海棠賞，改由因世界超級騎師大賽遠征日本的杜滿萊策騎，最終以1分33.6秒的破紀錄時間取得勝利。
12月16日出戰朝日盃未來錦標，由於是以抽選的形式參戰，因而僅獲得第七人氣。比賽開始後，前方的不朽名駒以前1000米57.3秒的超高步速快放，標誌名駒則於第二的位置緊咬對手。進入直路後，其趁不朽名駒失速的時機進佔領先位置，即使於比賽初段以高速於前方推進，仍然無阻其於直路中段保持速度抵擋後方賽駒的來襲，最終以頸位優勢壓過第二的足球名將贏得首個一級賽冠軍，亦以1分33.4秒追平Meiner Recolte於2004年的紀錄。
年末，由於其贏得一級賽，因而於評選當中以241票當選最佳2歲雄馬。

### 3歲
2013年3月17日出戰春季錦標作爲年度首戰，並由上仗騎師杜滿萊之弟杜滿樂代打策騎。比賽開始後，其於前方有利位置推進，進入直路後隨即運用有利因素衝出，不斷加速之下成功以1 1/2馬位拋離後方的玉藻至尊再度奪得冠軍。
4月14日出戰皋月賞，杜滿萊回歸執繮。比賽開始後，其並未如同往常一般搶佔先頭位置，而是稍微停留於中團第七左右的位置保持節奏推進。進入直路後，其和一同衝出的神威啟示展開纏鬥，最終於標誌名駒佔上風的情況下，其成功透出並以1/2馬位及破紀錄的1分58.0秒時間壓過對手奪冠。

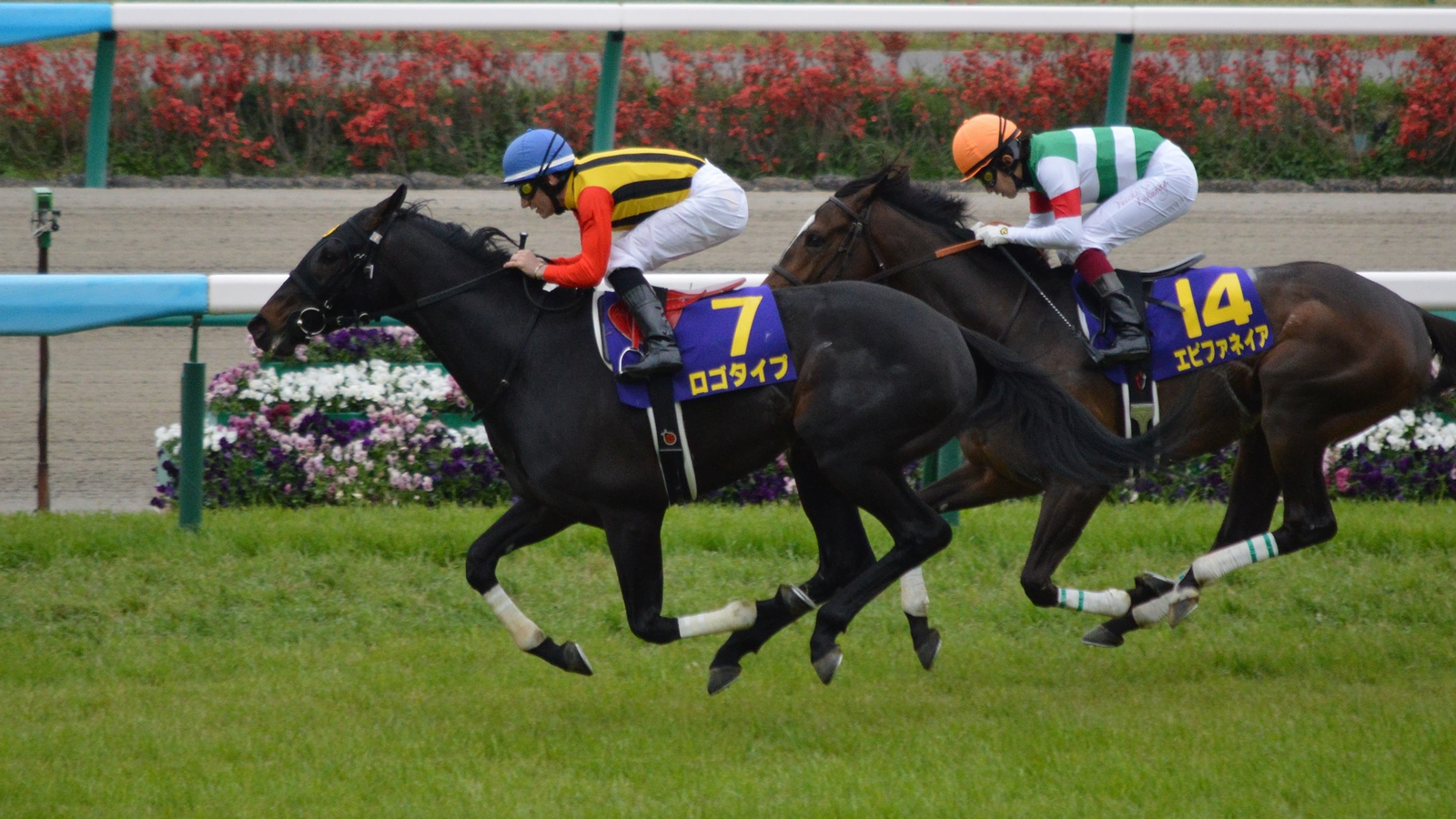
出戰皋月賞的標誌名駒

其後出戰東京優駿（日本打吡）以第二冠爲目標，再度改爲杜滿樂策騎。然而於比賽途中受到距離過長影響，於直路上明顯有乏力的表現而未能最大程度加速，最終以第五落敗。
8月18日出戰札幌紀念，比賽開始後處於先頭位置逐步推進，並於通過第二彎道後上前至第二的位置。進入直路後，其嘗試加速衝刺，奈何受到軟地的影響而無法保持速度，最終再度獲得第五。
賽後陣營發現其左後腳出現明顯疲勞的跡象，因而安排其前往宮城縣山元町山元訓練中心休養並避戰秋季所有賽事。

### 4歲
2014年於中山紀念復出，比賽初段保持於前方，進入直路後開始加速，最終以第三敗於一路通及阿基米德。
其後陣營宣佈安排其遠征阿聯酋，出戰杜拜免稅店盃，但於其中始終未能成功發揮良好表現下以第六完賽。
回國後出戰8八月的札幌紀念，雖然以先頭位置進入直路，但未能保持優勢下被織女星、黃金船等賽駒超越，最終以第八落敗。
進入秋季後出戰每日王冠及一哩冠軍賽均未能掄元，分別跑獲第六及第七。

### 5歲
2015年首戰爲中山金盃，比賽途中保持良好節奏於前方位置推進，進入直路後和朗日清天展開爭奪，最終以1 1/4馬位差距落敗得第二。
2月1日陣營爲試驗其泥地適性，安排其出戰根岸錦標，雖然於比賽初段保持優秀的步速，但進入直路後未能保持優勢，最終以第八完賽。
其後回歸草地賽事出戰中山紀念，進入直路後一度領先並嘗試加速保持優勢，奈何無法抵擋後方新紀錄的強襲以頸位差距落敗。
夏季放草過後於9月出戰產經賞，時隔2年半再度由杜滿萊策騎。雖然於比賽途中大部分時間均可以保持於前方位置，但於受到較長距離的影響下於直路上未能保持速度，最終被湘南魔瓶、新紀錄及Mitra超越獲得第四。
10月24日出戰富士錦標，進入直路後抽出外檔，保持衝刺下成功迫近前方的野田金駒，最終跑獲一席第三的不俗成績。
然而於其後的一哩冠軍賽，其受到第17檔較外檔的影響，於賽事初段經已浪費過多體力搶佔位置，因而於直路上未能盡力發揮，最終以第九落敗。

### 6歲
2016年出戰中山紀念作爲年度首戰，改由田邊裕信策騎。於比賽初段受到不規則的步速影響，節奏被打亂下始終無法尋找到加速的時機，最終於直路上以毫無亮點的姿態以第七完賽。
由於中山紀念的失利，陣營放棄了原定之澳洲遠征計劃，以國內的一哩戰線爲目標。
4月3日出戰打吡公爵挑戰盃，比賽初段隨即搶佔位置於第三推進。並一直保持速度置身於先頭部隊之中。通過最後彎道後其加速衝出，於直路上超越一直領放的唱作人取得領先，但此時由中團位置衝出的日暮天藍以凌厲勢頭來襲並瞬間超越標誌名駒，最終其以頸位差距憾負。
6月5日出戰安田紀念，由於此前戰績不佳以僅獲第八人氣。比賽開始後，其重拾札幌兩歲錦標時採用過的領放戰術，以前1000米59.1秒的較快步速帶領馬群前進。進入直路後，後方的馬匹悉數均以第一人氣的滿樂時作爲目標追擊，然而卻忽略了前方以自身步速領放的標誌名駒。最終於其不斷衝刺保持優勢下，成功以1 1/4馬位優勢壓過滿樂時，亦以爆冷姿態奪得暌違3年2個月的冠軍。

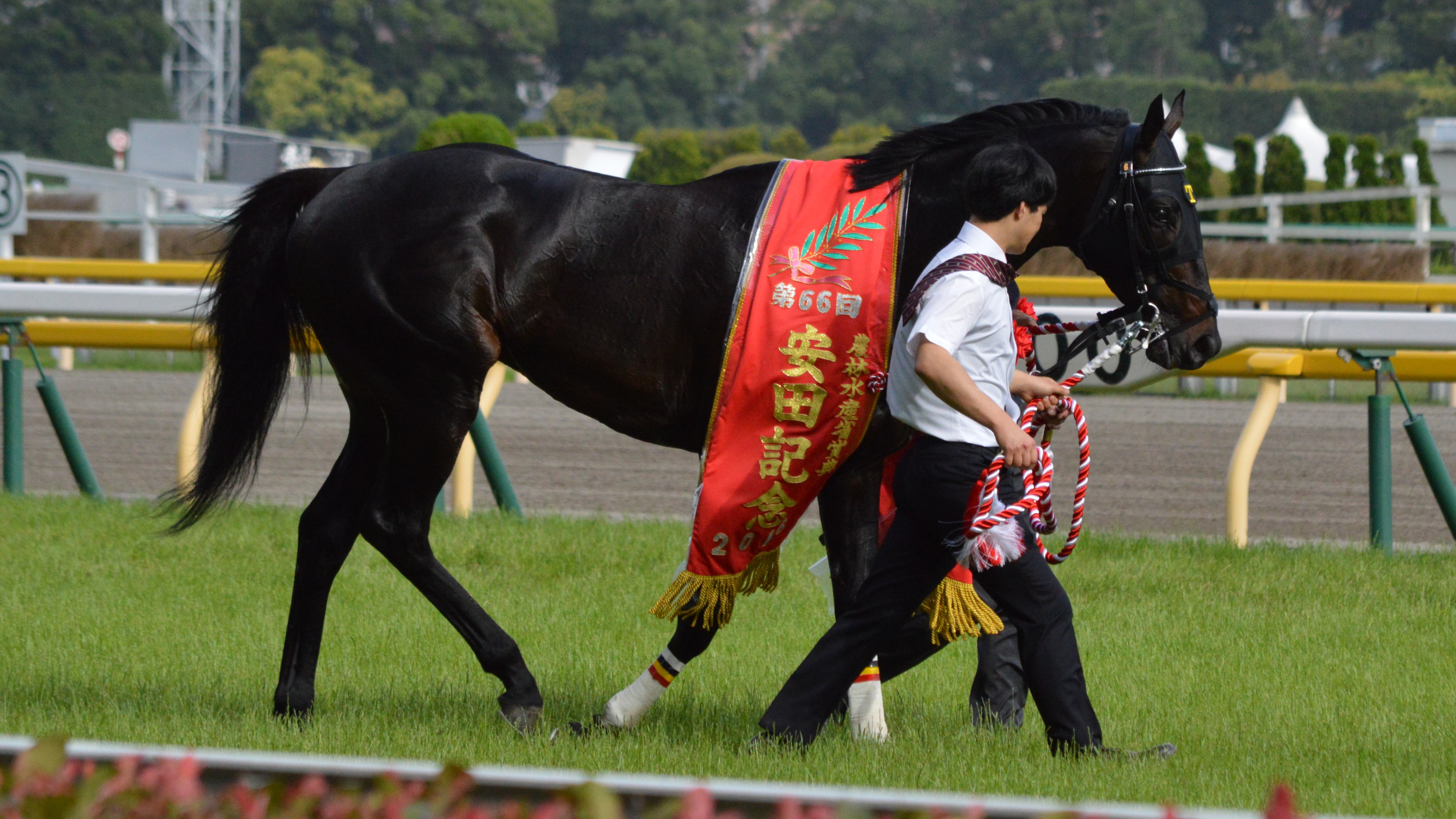
安田紀念頒獎儀式

進入秋季後出戰每日王冠及秋季天皇賞，分別以第八及第五落敗。
其後遠征香港出戰香港一哩錦標，但受到漏閘影響以未能順利推進，最終以第五落敗。

### 7歲
2017年再度以中山紀念作爲首戰，雖然於直路上一度取得領先，但於直路上未能保持優勢而被新寫實派及櫻花帝王超越得季軍。
其後因爲皮下組織發炎而避戰打吡公爵挑戰盃，改爲直接出戰安田紀念。比賽開始後，其繼續採用領放戰術並於比賽途中順利推進，進入直路後其嘗試衝刺保持優勢，然而仍然被後上的神燈光照以凌厲的勢頭超越，最終以頸位落敗得亞軍。
進入秋季後因出現背部疼痛的症狀以避戰富士錦標，亦被安排進入山元訓練中心休養及調整。然而調整因爲症狀惡化加上本身之年齡因素，陣營最終決定於10月27日安排其退役。

### 詳細賽績
| 日期       | 舉辦國家/地區 | 馬場 | 距離   | 級別 | 賽事名稱       | 負重 | 騎師     | 馬號 | 出馬 | 名次 | 時間     | 頭馬（二馬）       |
| ---------- | ------------- | ---- | ------ | ---- | -------------- | ---- | -------- | ---- | ---- | ---- | -------- | ------------------ |
| 24/6/2012  | 日本          | 函館 | 草1200 |      | 2歲新馬        | 54   | 村田一誠 | 7    | 08   | 1    | 1:13.1   | （Glamorous Glow） |
| 14/7/2012  | 日本          | 函館 | 草1200 | GIII | 函館兩歲錦標   | 54   | 村田一誠 | 7    | 16   | 4    | 1:10.5   | Stalk and Ray      |
| 4/8/2012   | 日本          | 札幌 | 草1500 | OP   | 三葉草賞       | 54   | 村田一誠 | 9    | 13   | 3    | 1:30.0   | At Will            |
| 1/9/2012   | 日本          | 札幌 | 草1800 | GIII | 札幌兩歲錦標   | 54   | 村田一誠 | 2    | 14   | 4    | 1:49.2   | 足球名將           |
| 25/11/2012 | 日本          | 東京 | 草1600 |      | 秋海棠賞       | 55   | 杜滿萊   | 1    | 16   | 1    | 1:33.6   | （Mambo Nephew）   |
| 16/12/2012 | 日本          | 中山 | 草1600 | GI   | 朝日盃未來錦標 | 55   | 杜滿萊   | 14   | 16   | 1    | 1:33.4   | （足球名將）       |
| 17/3/2013  | 日本          | 中山 | 草1800 | GII  | 春季錦標       | 56   | 杜滿樂   | 5    | 16   | 1    | 1:47.8   | （玉藻至尊）       |
| 14/4/2013  | 日本          | 中山 | 草2000 | GI   | 皋月賞         | 57   | 杜滿萊   | 7    | 18   | 1    | 1:58.0   | （神威啟示）       |
| 26/5/2013  | 日本          | 東京 | 草2400 | GI   | 東京優駿       | 57   | 杜滿樂   | 8    | 18   | 5    | 2:24.6   | 高情厚意           |
| 18/8/2013  | 日本          | 函館 | 草2000 | GII  | 札幌紀念       | 54   | 村田一誠 | 11   | 16   | 5    | 2:08.6   | 東京光環           |
| 2/3/2014   | 日本          | 中山 | 草1800 | GII  | 中山紀念       | 58   | 杜滿樂   | 5    | 15   | 3    | 1:50.4   | 一路通             |
| 29/3/2014  | 阿聯酋        | 美丹 | 草1800 | GI   | 杜拜免稅店盃   | 57   | 杜滿樂   | 12   | 13   | 6    | 紀錄缺失 | 一路通             |
| 24/8/2014  | 日本          | 札幌 | 草2000 | GII  | 札幌紀念       | 57   | 村田一誠 | 1    | 14   | 8    | 2:00.7   | 織女星             |
| 12/10/2014 | 日本          | 東京 | 草1800 | GII  | 每日王冠       | 57   | 三浦皇成 | 14   | 15   | 6    | 1:45.6   | Air Saumur         |
| 23/11/2014 | 日本          | 京都 | 草1600 | GI   | 一哩冠軍賽     | 57   | 李慕華   | 10   | 17   | 7    | 1:32.0   | 碧海銀鯊           |
| 4/1/2015   | 日本          | 中山 | 草2000 | GIII | 中山金盃       | 58   | 杜滿樂   | 4    | 17   | 2    | 1:58.0   | 朗日清天           |
| 1/2/2015   | 日本          | 東京 | 泥1400 | GIII | 根岸錦標       | 58   | 杜滿樂   | 1    | 16   | 8    | 1:23.9   | Air Khalifa        |
| 1/3/2015   | 日本          | 中山 | 草1800 | GII  | 中山紀念       | 57   | 杜滿樂   | 7    | 11   | 2    | 1:50.3   | 新紀錄             |
| 5/4/2015   | 日本          | 阪神 | 草2000 | GII  | 產經大阪盃     | 57   | 福永祐一 | 9    | 14   | 5    | 2:04.0   | 命運女神           |
| 27/9/2015  | 日本          | 中山 | 草2200 | GII  | 產經賞         | 57   | 杜滿萊   | 6    | 15   | 4    | 2:12.4   | 湘南魔瓶           |
| 24/10/2015 | 日本          | 東京 | 草1600 | GII  | 富士錦標       | 58   | 杜滿萊   | 14   | 16   | 3    | 1:32.9   | 野田金駒           |
| 22/11/2015 | 日本          | 京都 | 草1600 | GI   | 一哩冠軍賽     | 57   | 濱中俊   | 17   | 18   | 9    | 1:33.4   | 滿樂時             |
| 28/2/2016  | 日本          | 中山 | 草1600 | GII  | 中山紀念       | 57   | 田邊裕信 | 3    | 11   | 7    | 1:46.6   | 大鳴大放           |
| 3/4/2016   | 日本          | 中山 | 草1600 | GIII | 打吡公爵挑戰盃 | 58   | 田邊裕信 | 14   | 16   | 2    | 1:32.8   | 日暮天藍           |
| 5/6/2016   | 日本          | 東京 | 草1600 | GI   | 安田紀念       | 58   | 田邊裕信 | 6    | 12   | 1    | 1:33.0   | （滿樂時）         |
| 9/10/2016  | 日本          | 東京 | 草1800 | GII  | 每日王冠       | 58   | 田邊裕信 | 9    | 12   | 8    | 1:47.6   | 薑味烈酒           |
| 30/10/2016 | 日本          | 東京 | 草2000 | GI   | 秋季天皇賞     | 58   | 田邊裕信 | 5    | 15   | 5    | 1:59.9   | 滿樂時             |
| 11/12/2016 | 香港          | 沙田 | 草1600 | GI   | 香港一哩錦標   | 57   | 杜滿萊   | 3    | 14   | 5    | 1.33.68  | 美麗大師           |
| 26/2/2017  | 日本          | 中山 | 草1800 | GII  | 中山紀念       | 58   | 田邊裕信 | 9    | 11   | 3    | 1:47.8   | 新寫實派           |
| 4/6/2017   | 日本          | 東京 | 草1600 | GI   | 安田紀念       | 58   | 田邊裕信 | 16   | 18   | 2    | 1:31.5   | 神燈光照           |

## 退役後
退役後，標誌名駒成爲了配種馬，於北海道安平町社台Stallion Station休養，在2018年進行配種，配種費爲80萬日圓。首批子嗣於2019年出生。首批子嗣可於2021年出賽，6月27日經已有賽駒在中央的新馬戰取勝。2023年5月3日，Mitono O在兵庫冠軍錦標取勝，成爲首匹勝出分級賽的子嗣。
2023年其被轉移至北海道新日高町Lex Stud繼續進行配種工作。

### 主要子嗣

#### 分級賽優勝子嗣
2020年生
- Mitono O（兵庫冠軍錦標、平安錦標）

## 血統簡介
父系天鵝騎士爲日本賽駒，生涯戰績不俗，曾勝出讀賣盃及中山紀念等二級賽，亦曾於安田紀念及香港一哩錦標獲得季軍。祖父談唱劇爲愛爾蘭生產的英國賽駒，生涯戰績優秀，曾勝出日本盃、英國國國際錦標、加拿大國際錦標及加冕盃四項一級賽。
母系Stereotype爲日本賽駒，生涯戰績不佳僅勝出兩場頭馬。外祖父週日寧靜是美國三冠賽雙冠馬，退役後在日本配種，在日本馬壇相當成功，贏得多項分級賽事，其子嗣贏得巨額獎金。

### 血統表
| 父線：鞍匠井系（北地舞人系）           |                               |               |                  |
| 種馬 天鵝騎士 1999年（栗色）           | 談唱劇 1992年（棗色）         | 如虎添翼      | 鞍匠井           |
| 種馬 天鵝騎士 1999年（栗色）           | 談唱劇 1992年（棗色）         | 如虎添翼      | High Hawk        |
| 種馬 天鵝騎士 1999年（栗色）           | 談唱劇 1992年（棗色）         | Glorious Song | Halo             |
| 種馬 天鵝騎士 1999年（栗色）           | 談唱劇 1992年（棗色）         | Glorious Song | Ballade          |
| 種馬 天鵝騎士 1999年（栗色）           | 佳年 1992年（深棗色）         | Grade Royale  | 水車礁石         |
| 種馬 天鵝騎士 1999年（栗色）           | 佳年 1992年（深棗色）         | Grade Royale  | Royal Way        |
| 種馬 天鵝騎士 1999年（栗色）           | 佳年 1992年（深棗色）         | Corraleja     | Carvin           |
| 種馬 天鵝騎士 1999年（栗色）           | 佳年 1992年（深棗色）         | Corraleja     | Darling Dale     |
| 繁殖雌馬 Stereotype 2002年（棗色）     | 週日寧靜 1986年（棕色）       | Halo          | Hail to Reason   |
| 繁殖雌馬 Stereotype 2002年（棗色）     | 週日寧靜 1986年（棕色）       | Halo          | Cosmah           |
| 繁殖雌馬 Stereotype 2002年（棗色）     | 週日寧靜 1986年（棕色）       | Wishing Well  | Understanding    |
| 繁殖雌馬 Stereotype 2002年（棗色）     | 週日寧靜 1986年（棕色）       | Wishing Well  | Mountain Flower  |
| 繁殖雌馬 Stereotype 2002年（棗色）     | Star Ballerina 1990年（棗色） | Risen Star    | 秘書處           |
| 繁殖雌馬 Stereotype 2002年（棗色）     | Star Ballerina 1990年（棗色） | Risen Star    | Ribbon           |
| 繁殖雌馬 Stereotype 2002年（棗色）     | Star Ballerina 1990年（棗色） | Berliani      | 雷利耶夫         |
| 繁殖雌馬 Stereotype 2002年（棗色）     | Star Ballerina 1990年（棗色） | Berliani      | Eleven Pleasures |
| 雌系：號族：8-k                        |                               |               |                  |
| 五代內近親交配：Halo 4×3、北地舞人 5×5 |                               |               |                  |

## 命名由來
名字Logotype（ロゴタイプ）帶有標誌、標識等意思，繼承自母系Stereotype之名字，香港則翻譯为「標誌名駒」。

## 外部連結
- 標誌名駒 netkeiba.com （页面存档备份，存于）
- 血統表 （页面存档备份，存于）